# Guido Viaro
Guido Pellegrino Viaro (Badia Polesine, 1897 – Curitiba, 1971) foi um pintor, ilustrador, caricaturista, escultor, articulista e professor ítalo-brasileiro.

## Biografia
Filho de João Batista Viaro e Santina Solda Viaro, nasceu em 9 de setembro de 1897 em Badia Polesine, Província de Rovigo, na região de Vêneto, Itália, onde seus pais eram agricultores.
Aos nove anos, iniciou seus estudos de pintura em uma escola noturna, na qual só foi admitido devido à influência de seu tio, amigo de um professor. Outros tios influentes, como o pintor Antonio Viaro e o escultor Ângelo Viaro, também estimularam sua vocação artística.
Em 1907, já realizava estudos de pintura, paralelamente à sua educação primária. Entre 1921 e 1927 viajou pela Europa e estudou pintura em Veneza e em Bolonha.
Aos quatorze anos, Viaro enviou uma pintura para uma exposição em Veneza, o que motivou seu tio Ângelo a incentivá-lo a estudar arte na cidade. Depois, continuou sua formação artística em Bolonha, aperfeiçoando suas habilidades.
Serviu na Primeira Guerra Mundial na marinha italiana, sendo convocado enquanto estava em Veneza. Após a guerra, iniciou sua carreira como professor de desenho na modesta Escola Artística de Badia em 1921, mas enfrentou dificuldades devido ao contexto político da época.
Viaro casou-se com Yolanda Stroppa em 1935, filha de uma tradicional família curitibana, e juntos constituíram uma família. 

## Carreira Artística
Transferindo-se para o Brasil em 1927, trabalhou como ilustrador e caricaturista em São Paulo, além de fazer a decoração de lojas e moradias. Em 1929 mudou-se para Curitiba, onde entrou em contato com Theodoro de Bona e Alfredo Andersen, e ilustrou a revista Joaquim ao lado de Poty, em 1946, além de dar aulas.
Guido Viaro lecionava ao lado de mestres renomados como Alfredo Andersen e João Turin no atual Centro Estadual de Capacitação em Artes Guido Viaro, que recebeu esse nome em sua homenagem em 1992. A instituição teve origem em 1886 com nome de "Escola de Artes Industriais do Paraná", fundada por Antonio Mariano de Lima.
Foi professor da Escola de Música e Belas Artes do Paraná (EMBAP), desde o ano de sua fundação, 1948. Fundou a Escola de Arte Guido Viaro, que ficava numa das dependências da Sociedade Dante Alighieri.  Um museu com seu nome foi criado em Curitiba em 1975.
Viaro dedicou mais de 40 anos de sua vida ao ensino de arte, formando gerações de pintores e artistas em Curitiba.